# Bernt Evensen
Bernt Sverre Evensen (* 8. April 1905 in Kristiania (heute Oslo); † 24. August 1979 ebenda) war ein norwegischer Eisschnellläufer.
Evensen gewann 1927 die Mehrkampf-Weltmeisterschaft in Tampere, wobei er Clas Thunberg bezwingen konnte, sowie die Europameisterschaften in Stockholm. 1934 siegte er in Helsinki zum zweiten Mal bei Mehrkampf-Weltmeisterschaften.
Bei den Olympischen Winterspielen 1928 in St. Moritz gewann Evensen die Goldmedaille über 500 Meter (ein geteilter Sieg mit Clas Thunberg). Außerdem gewann er Silber über 1500 Meter und Bronze über 5000 Meter. Beim Wettbewerb über 10.000 Meter lag er an zweiter Stelle, als der Bewerb wegen des auftauenden Eises abgebrochen wurde.
Bei den Olympischen Winterspielen 1932 in Lake Placid errang er die Silbermedaille über 500 Meter.